# Aszdot Ja’akow Me’uchad
Aszdot Ja’akow Me’uchad (hebr.: אשדות יעקב מאוחד) – kibuc położony w samorządzie regionu Emek ha-Jarden, w Dystrykcie Północnym, w Izraelu.
Leży na południe od Jeziora Tyberiadzkiego w Dolnej Galilei.
Członek Ruchu Kibuców (Ha-Tenu’a ha-Kibbucit).

## Historia
Kibuc został założony w 1952.

## Gospodarka
Gospodarka kibucu opiera się na intensywnym rolnictwie.